# Oceania Athletics Association
L'Oceania Athletics Association (OAA) è la federazione continentale che governa l'atletica leggera in Oceania.
Ha sede a Gold Coast, in Australia, ed organizza i campionati oceaniani di atletica leggera ed altre competizioni continentali. È una delle sei federazioni continentali che fanno parte della World Athletics.

## Consiglio federale
- Presidente:
  -  Robin Eugenio
- Vice presidente:
  -  Trevor Spittle
- Tesoriere:
  -  Titaua Juventin
- Membri:
  -  Matthew Mahon
  -  Joseph Rodan
  -  Tony Green
  -  Geoff Gardner
  -  Valerie Adams

## Presidenti
1. Arthur Hodsdon: 1969 - 1978
2. Lee Morrison: 1978 - 1985
3. Clive Lee: 1985 - 1991
4. Peter Anderson: 1991 - 1995
5. Viliame S Tunidau: 1995 - 1999
6. Anne Tierney: 1999 - 2007
7. Geoff Gardner: 2007 - 2019
8. Robin Eugenio: 2019 - in carica

## Membri
| Nazione                       | Federazione                                         |
| ----------------------------- | --------------------------------------------------- |
| Australia                     | Athletics Australia                                 |
| Figi                          | Athletics Fiji                                      |
| Guam                          | Guam Track and Field Association                    |
| Isola Norfolk                 | Athletics Norfolk Island                            |
| Isole Cook                    | Athletics Cook Islands                              |
| Isole Marianne Settentrionali | Northern Marianas Athletics                         |
| Isole Marshall                | Marshall Islands Athletics Federation               |
| Isole Salomone                | Athletic Solomons                                   |
| Kiribati                      | Kiribati Athletics Association                      |
| Micronesia                    | Federated States of Micronesia Athletic Association |
| Nauru                         | Nauru Athletics Association                         |
| Niue                          | Niue Athletics Association                          |
| Nuova Caledonia               | Ligue de la Nouvelle-Calédonie d'athlétisme         |
| Nuova Zelanda                 | Athletics New Zealand                               |
| Palau                         | Palau Track and Field Association                   |
| Papua Nuova Guinea            | Athletics Papua New Guinea                          |
| Polinesia francese            | Fédération d'Athlétisme de Polynésie Française      |
| Samoa                         | Athletics Samoa                                     |
| Samoa Americane               | American Samoa Track and Field Association          |
| Tonga                         | Tonga Athletics Association                         |
| Tuvalu                        | Tuvalu Athletics Association                        |
| Vanuatu                       | Athletics Vanuatu                                   |
| Wallis e Futuna               | Comité territorial d'athlétisme de Wallis et Futuna |

## Competizioni
- Campionati oceaniani di atletica leggera